# 第25潜水戦隊 (ドイツ海軍)
第25潜水戦隊（独: 25. Unterseebootflottille 英: 25th U-boat Flotilla）とは、ドイツ海軍Uボートによる潜水艦隊（戦隊）である。
1940年4月、ダンツィヒにおいてエルンスト・ハスハーゲン少佐の元に射撃、魚雷発射訓練を主とした訓練隊として設立された。戦時中何度か移動した。元々は2. Unterseebootsausbildungsflottilleと呼ばれていたが、1940年7月に25. Unterseebootsflottilleと改名された。

## 母港
- 1940年4月 - 1941年6月 ダンツィヒ
- 1941年6月 - 1941年8月 トロンハイム
- 1941年9月 - 1943年 ダンツィヒ
- 1943年 メーメル
- 1943年1 - 1944年 リーバウ
- 1944年 - 1945年1月 ゴーテンハーフェン
- 1945年1月 - 1945年5月 トラフェミュンデ

## 指揮官
| 指揮官                                                  | 期間                   |
| ------------------------------------------------------- | ---------------------- |
| エンルスト・ハスハーゲン                                | 1940年4月 - 1941年12月 |
| カール・ヤスパー                                        | 1941年12月 - 1943年8月 |
| カール・ナイツェル (Karl Neitzel)                       | 1943年8月 - 1943年12月 |
| ロベルト・ギュゼー (Robert Gysae)                       | 1943年12月 - 1945年4月 |
| ゲオルク＝ヴィルヘルム・シュルツ (Georg-Wilhelm Schulz) | 1945年4月 - 1945年5月  |

## 所属艦
なし